# Lisbon (Florida)
Lisbon is een plaats (census-designated place) in de Amerikaanse staat Florida, en valt bestuurlijk gezien onder Lake County.

## Demografie
Bij de volkstelling in 2000 werd het aantal inwoners vastgesteld op 273.

## Geografie
Volgens het United States Census Bureau beslaat de plaats een oppervlakte van
5,2 km², waarvan 4,9 km² land en 0,3 km² water.

## Plaatsen in de nabije omgeving
De onderstaande figuur toont nabijgelegen plaatsen in een straal van 16 km rond Lisbon.